# Cecile van der Merwe
Cecile Henriette van der Merwe (ur. 15 kwietnia 1987) – południowoafrykańska szachistka, mistrzyni międzynarodowa od 2003 roku.

## Kariera szachowa
W latach 2000–2004 trzykrotnie (w tym 2 razy na I szachownicy) reprezentowała narodowe barwy na szachowych olimpiadach. W 2003 r. uczestniczyła w rozegranych w Nachiczewanie mistrzostwach świata juniorek do 20 lat, zajmując XVI miejsce. W tym roku podczas rozegranych w Abudży igrzyska afrykańskich odniosła największe sukcesy w karierze: w turnieju drużynowym  zdobyła dwa medale (srebrny – wspólnie z zespołem oraz złoty – za indywidualny wynik na I szachownicy), natomiast w turnieju indywidualnym zajęła II miejsce, zdobywając tytuł wicemistrzyni Afryki kobiet. Za wynik ten Międzynarodowa Federacja Szachowa przyznała jej tytuł mistrzyni międzynarodowej, dzięki niemu zdobyła również kwalifikację do rozegranego w 2004 r. w Eliście pucharowego turnieju o mistrzostwo świata (w I rundzie przegrała z półfinalistką turnieju, Humpy Koneru). W 2005 r. wystąpiła w finale mistrzostw Republiki Południowej Afryki mężczyzn, nie odniosła w nim jednak sukcesu, zajmując ostatnie, X miejsce. Po turnieju tym wycofała się ze sportowej rywalizacji.
Najwyższy ranking w karierze osiągnęła 1 stycznia 2005 r., z wynikiem 2087 punktów zajmowała wówczas 1. miejsce wśród szachistek Republiki Południowej Afryki.